# Еволуциона економика
Еволуционарна економика представља дарвиновски приступ економској теорији. Повремено се назива и институционална економика. 
Следећи традицију Шумпетера, еволуциона економика посматра економију као систем у стању еволуционих промена и ставља снажан нагласак на динамику, промену структура (укључујући технологије, институције и понашање) и неравнотежне  процесе на тржишту (као што су иновације, селекције и имитације). 